# Меска (Козенца)
Меска је насеље у Италији у округу Козенца, региону Калабрија.
Према процени из 2011. у насељу је живело 66 становника. Насеље се налази на надморској висини од 146 м.